# Marie-Claire Solleville
Marie-Claire Solleville, née le 6 octobre 1927 à Paris et morte le 24 avril 1991 dans la même ville, est une scénariste, journaliste et traductrice française ayant fait carrière en Italie.

## Biographie
Marie-Claire Solleville naît en France. Elle déménage en Italie après la Seconde Guerre mondiale et commence sa carrière au cinéma en 1952 en tant qu'assistante du réalisateur Renato Castellani dans le film Deux Sous d'espoir. Elle travaille comme scénariste de giallo et de poliziottesco dans les années 1970. Elle travaille aussi comme traductrice de scénario et de sous-titres. Elle est l'amie d'Ettore Scola qui insiste pour qu'elle joue dans La Terrasse en 1980 alors qu'elle ne souhaite pas devenir actrice. Elle envoie des articles aux Cahiers du cinéma et à Arts.
Elle décède à 63 ans en avril 1991 d'un cancer du côlon. Elle est enterrée au cimetière de Saint-Cézaire-sur-Siagne dans les Alpes-Maritimes.

## Vie privée
Marie-Claire Solleville est la fille d'Albert Pierre Solleville et de Lina Campolonghi. Son grand-père maternel est Luigi Campolonghi, le fondateur de la Ligue italienne des droits de l'homme.
Mariée en premières noces avec l'acteur Fausto Tozzi, elle se remarie avec le peintre Louis Armand Sinko avec qui elle a eu une fille, Marianne.

## Filmographie

### Scénariste
- 1969 : Une folle envie d'aimer (Orgasmo) d'Umberto Lenzi
- 1970 : Formule 1 (Paranoia) d'Umberto Lenzi
- 1973 : Les anges mangent aussi des fayots (Anche gli angeli mangiano fagioli) d'Enzo Barboni
- 1975 : Vertiges (Per le antiche scale) de Mauro Bolognini (sous le nom de « Sinko Solleville Marie[4] »)
- 1976 : L'Autre Côté de la violence (Roma, l'altra faccia della violenza) de Marino Girolami (sous le nom de « Claire Sinko Solleville »[5])

### Assistante réalisatrice
- 1952 : Deux Sous d'espoir (Due soldi di speranza) de Renato Castellani
- 1956 : Vous pigez ? de Pierre Chevalier

### Actrice
- 1980 : La Terrasse (La terrazza) d'Ettore Scola : Marcella Dorazio